# ミステリー・ジェッツ
ミステリー・ジェッツ (Mystery Jets) は、イギリス出身のロックバンド。
2006年にはフジ・ロック・フェスティバルにて初来日を果たした。

## メンバー
- ブレイン・ハリソン （Blaine Harrison） - キーボード、パーカッション、エフェクト
- ウィリアム・リース （William Rees） - ギター、パーカッション、キーボード
- ジャック・フラナガン （Jack Flanagan） - ベース・ギター
- カピル・トレヴェディ（Kapil Trevedi) - ドラム

### 旧メンバー
- カイ・フィッシュ （Kai Fish） - ベース・ギター （在籍：-2012年）
- ヘンリー・ハリソン （Henry Harrison） - ギター、キーボード、パーカッション（在籍：-2007年）

### 備考
- ブレインとヘンリーは実の親子である。
- ブレイン、ヘンリー、ウィリアム、カイの4人がボーカルを兼任（リード・ボーカルはブレイン）していたが、ヘンリーは2007年に、カイはソロ活動を優先するため2012年に脱退した[1]。

## ディスコグラフィー
日本盤はワーナーミュージック・ジャパンからの発売。

### アルバム
- メイキング・デンズ - Making Dens （2006年）
- トゥエンティ・ワン - Twenty One （2008年）
- セロトニン - Serotonin （2010年）
- ラッドランズ - Radlands （2012年）

### EPs
- Flotsam & Jetsam EP （日本盤未発売）